# Linha germinal

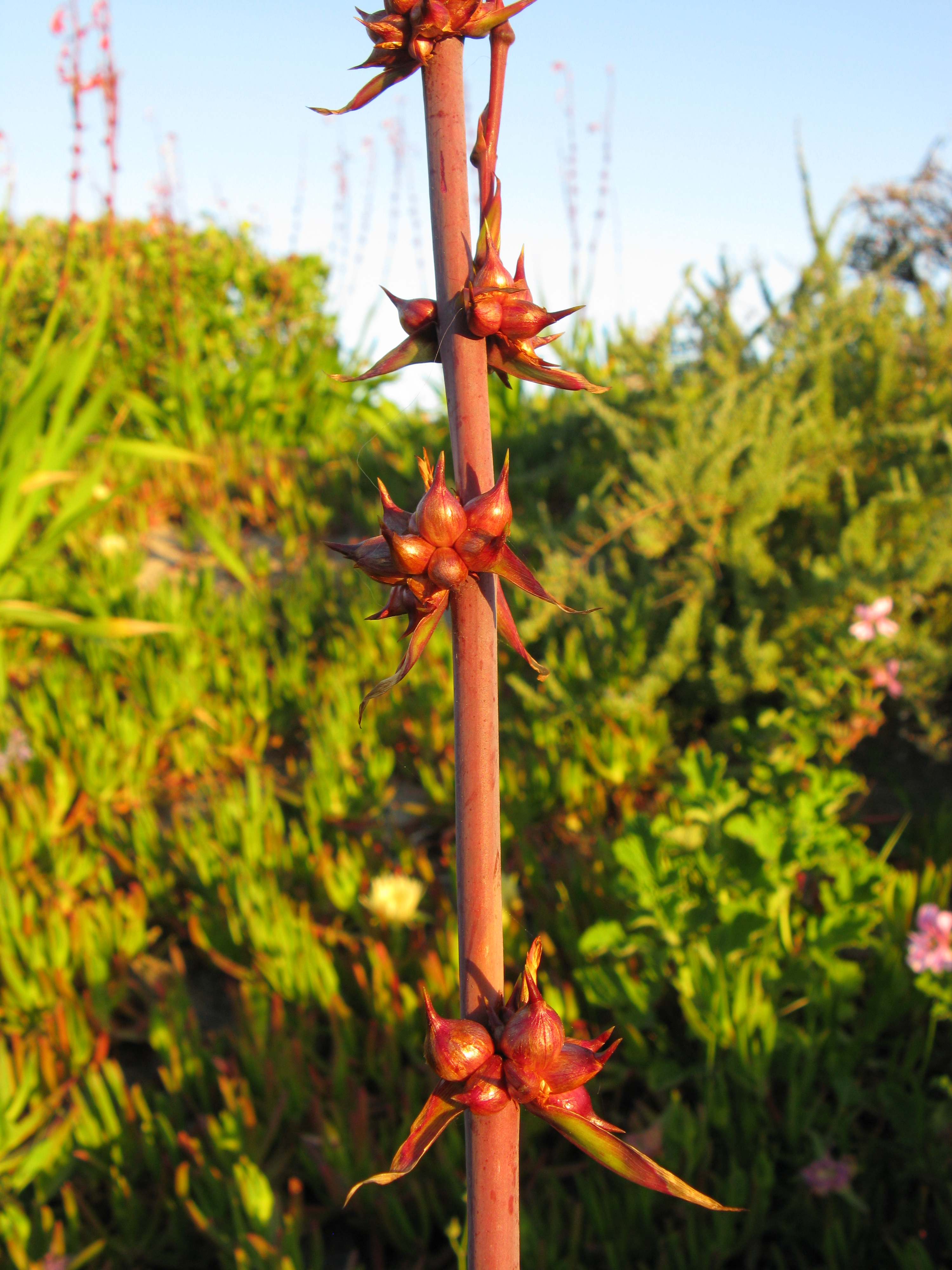
Watsonia meriana, um exemplo de apomítico.

Em biologia e genética, a linha germinal de um organismo multicelular é a população de células corporais que se diferenciam ou são segregadas no processo usual de reprodução e podem transmitir o seu material genético à progênie As células da linhagem germinativa são denominadas células germinais. Por exemplo, nos animais as células germinais são os gâmetas como os espermatozoides e óvulos e as células das quais derivam. Portanto, são células germinais os gametócitos (ovócito, espermatócito), que produzem os gâmetas, e as células que produzem os gametócitos, chamadas gametogonias (espermatogonia, ovogonia). Nos organismos com reprodução sexual, as células que não constituem parte da linhagem germinativa são denominadas células somáticas.
Por norma, o modo de transmissão do material genético é um processo de reprodução sexual; tipicamente é um processo que inclui alterações sistemáticas no material genético, que dão-se durante a recombinação, meiose e fecundação ou singamia, por exemplo. Porém, existem excepções, como várias formas de apomixia, autogamia, automixia, clonagem, ou partenogénese.
As mutações, recombinações ou outras alterações genéticas na linha germinativa podem transmitir-se à prole, enquanto que os alterações nas células somáticas não. Isto não se aplica necessariamente a organismos que se reproduzem de modo somático, como as esponjas e muitas plantas. Por exemplo, uma ampla variedade de Citrus, de Rosaceae e dalgumas Asteraceae, como as Taraxacum produzem sementes por apomixia quando células somáticas diploides deslocam o óvulo ou o embrião ainda prematuro.
O termo linha germinal pode ser também utilizado para indicar a linhagem de células ao longo de muitas gerações de indivíduos, por exemplo, a linha germinal que liga qualquer indivíduo com o seu hipotético último ancestral comum, do qual todos descendem.